# Féktelenül
A Féktelenül (eredeti cím: Speed) 1994-ben bemutatott amerikai akciófilm, melyet Jan de Bont rendezett. A főbb szerepekben Keanu Reeves, Dennis Hopper és Sandra Bullock látható.

## Történet
Jack Traven egyszer már megakadályozta, hogy egy rettegett, elborult elméjű terrorista, Howard Payne egy egész liftrendszert porig égessen, ezért társával együtt ünnepelték őket, mert úgy tűnt, a gyilkos meghalt a merénylet során.  Payne azonban nem sokkal később Jack szeme láttára felrobbant egy buszt, majd egy telefonfülkéből felhívja.  Közli vele, hogy egy közeli helyen lévő buszon szintén bombát rejtett el, és csak egy gombnyomásba kerül, hogy meggyilkolja a jármű összes utasát; és így is tesz, ha az FBI nem juttat el neki egy komolyabb pénzösszeget. Jack elindul a busz után, hogy megakadályozza a tragédiát. A sofőrt lelövik, így a busz egy csinos utasa, Annie Porter veszi át a volánt (akinek nemrég gyorshajtásért vették el a jogosítványát). A szabályok szerint a busz nem mehet 50 mérföld per óra (kb. 80 km/h) alatti sebességgel, és senki nem szállhat le…

## Szereplők
| Színész        | Szereplő              | Magyar hang          |
| -------------- | --------------------- | -------------------- |
| Keanu Reeves   | Jack Traven           | Rátóti Zoltán        |
| Dennis Hopper  | Howard Payne          | Sinkó László         |
| Sandra Bullock | Annie Porter          | Für Anikó            |
| Joe Morton     | McMahon kapitány      | Szakácsi Sándor      |
| Jeff Daniels   | Harold 'Harry' Temple | Szabó Sipos Barnabás |

## Díjak
- 1995 – BAFTA-díj – Legjobb hang – Bob Beemer
- 1995 – BAFTA-díj – Legjobb vágás – John Wright
- 1995 – Oscar-díj – Legjobb hang – Bob Beemer
- 1995 – Oscar-díj – a legjobb hangeffektus vágás – Stephen Hunter Flick
- 1995 – Oscar-díj jelölés – a legjobb vágás – John Wright

## Szlogen a filmhez
- "Get ready for rush hour." – Készülj a csúcsforgalomra!

## Érdekességek
- Készült egy folytatás is: Féktelenül 2. – Teljes gőzzel. Keanu Reeves azonban már nem szerepel a történet második fejezetében, de Sandra Bullock igen. A második részt szintén Jan de Bont rendezte.
- A két főszereplő, Keanu Reeves és Sandra Bullock ugyancsak együtt játszottak 12 évvel később, a 2006-os Ház a tónál című romantikus filmben. A Ház a tónál főszerepére Sandra Bullock csak akkor mondott igent, amikor biztosan tudta, hogy Keanu Reeves is elvállalta a neki szánt szerepet.
- Eredetileg a Féktelenül első és második része is a Die Hard sorozat harmadik részeként merült fel alapsztoriként, ám ezeket a stúdió elutasította. Végül mégis szabad kezet adtak Jan De Bontnak – aki a Die Hard első részének operatőre volt – hogy önálló filmekként elkészítse ezeket a sztorikat.